# St. Lambertus (Ostercappeln)

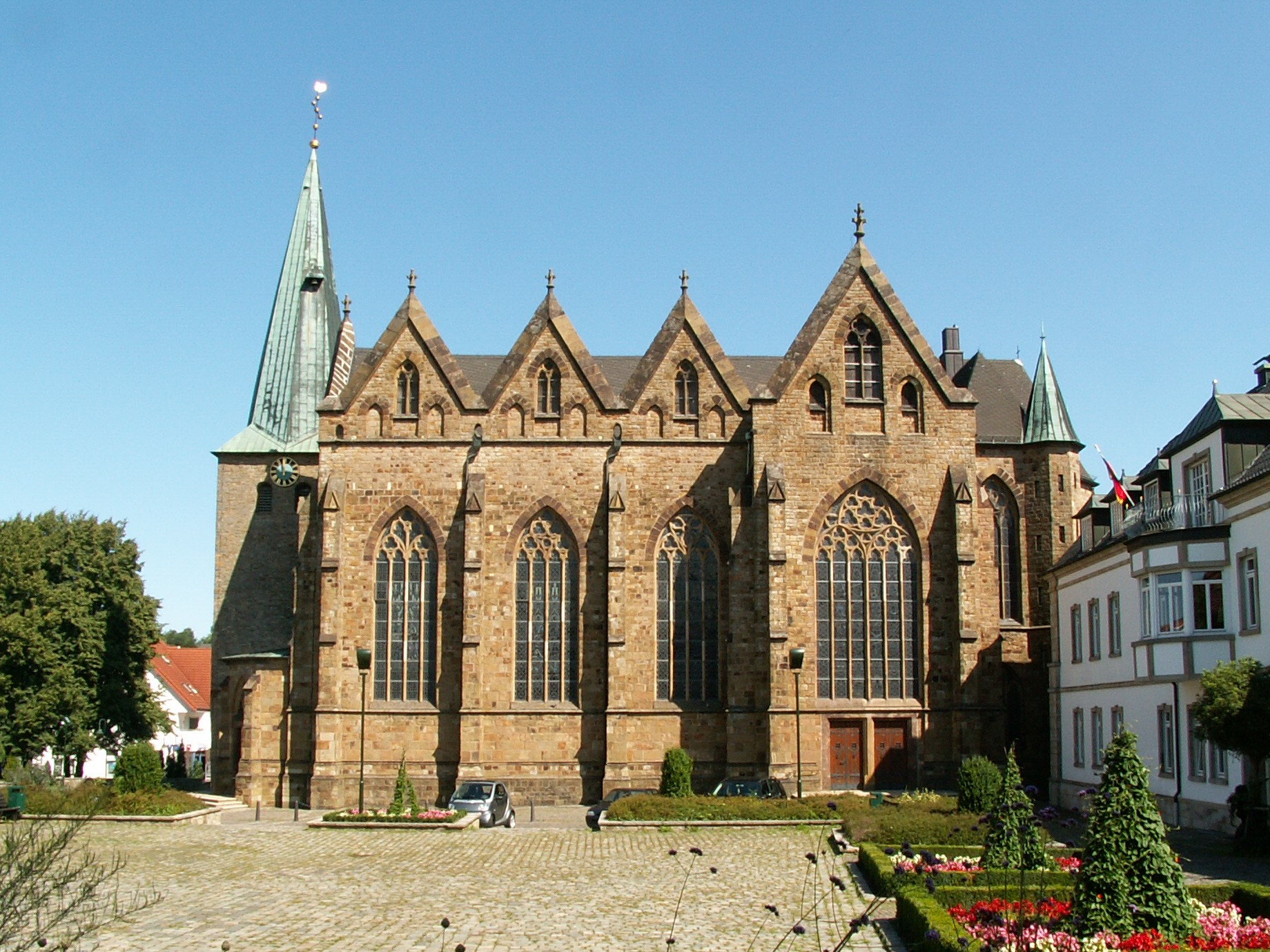
Ansicht von Süden

St. Lambertus in Ostercappeln ist die Pfarrkirche der Katholischen Kirchengemeinde St. Lambertus Ostercappeln, die dem Dekanat Osnabrück-Nord des Bistums Osnabrück angehört.

## Baugeschichte und Beschreibung

### Vorgängerbau
Ursprünglich war die Kirche ein zweijochiger romanischer Saalbau. In der Übergangszeit von der Romanik zur Gotik wurde sie um einen Chor und ein Querhaus erweitert, woraus sich ein kreuzförmiger Grundriss ergab. Die Fenster waren rundbogig, im südlichen Querarm befand sich ein rundbogiges Portal.
Die alte Kirche wurde 1872 abgerissen. Erhalten blieb der ursprünglich romanische, im 13. Jahrhundert erbaute Westturm mit gotischem Obergeschoss.

### Neue Kirche
Von 1869 bis 1874 wurde an selber Stelle ein größerer neugotischer Kirchenneubau nach Plänen des Architekten Johann Bernhard Hensen errichtet. Es handelt sich um eine dreischiffige Hallenkirche mit dreijochigem Langhaus, Querhaus und polygonalem Chor. Die breiten Spitzbogenfenster sind mit Maßwerk ausgestattet. Die Glasmalerei auf dem südlichen Querhausfenster stammt von 1912 und zeigt Ludwig Windthorst und sein Geburtshaus auf dem zu Ostercappeln gehörenden Gut Caldenhof.

## Ausstattung
Zahlreiche Kunstgegenstände in der Kirche stammen aus dem Vorgängerbau. Ältestes Stück ist der spätromanische Taufstein aus der Mitte des 13. Jahrhunderts. Ein hölzernes Triumphkreuz stammt vom Ende des 14. Jahrhunderts, ein Kruzifix aus Sandstein aus dem 15. Jahrhundert. Eine Holzfigur Johannes des Täufers wurde um 1510 in der Werkstatt Evert van Rodens gefertigt, eine Madonna mit Jesuskind und eine Anna selbdritt stammen ebenfalls vom Anfang des 16. Jahrhunderts.

## Orgel
Die Geschichte der Orgeln in St. Lambertus reicht zurück in das 17. Jahrhundert. 1737 baute der Orgelbauer Christian Vater (Hannover) ein Instrument, von dem heute noch drei Register vorhanden sind. 1876 wurde von dem Orgelbauer Haupt (Ostercappeln) ein neues Instrument erbaut, von dem heute noch elf Register vorhanden sind. Die heutige Orgel wurde 1994 von der Werkstatt Führer (Wilhelmshaven) unter Verwendung von Teilen der alten Orgeln errichtet. Das Instrument verfügt über 27 klingende Register auf zwei Manualen und Pedal. Hinzu kommen drei Register (Orgel)#Vorabzug|Vorabzüge bei den Mixturen und vier Transmissionen im Pedal. Die Spiel- und Registertrakturen sind mechanisch.
| I Hauptwerk C–g3 |                      |       |   |
| 1.               | Prinzipal            | 16′   |   |
| 2.               | Prinzipal            | 8′    |   |
| 3.               | Rohrflöte            | 8′    |   |
| 4.               | Gedackt              | 8'    | V |
| 5.               | Oktave               | 4′    | H |
| 6.               | Doppelflöte          | 4′    | H |
| 7.               | Quinte               | 2 ⁄3′ | H |
| 8.               | Oktave               | 2′    |   |
| 9.               | Cornett IV (ab f)    |       |   |
|                  | Mixtur III (aus 10.) | 1 ⁄3′ |   |
| 10.              | Mixtur IV–VI         | 2′    |   |
| 11.              | Trompete             | 8′    |   |
|                  | Tremulant            |       |   |

| II Schwellwerk C–g3 |                      |        |   |
| 12.                 | Gedackt              | 16′    | V |
| 13.                 | Gedackt              | 8′     | V |
| 14.                 | Gamba                | 8′     | H |
| 15.                 | Schwebung (ab c)     | 8′     | H |
| 16.                 | Prinzipal            | 4′     | H |
| 17.                 | Traversflöte         | 4′     |   |
| 18.                 | Nasard               | 2 ⁄3′  | H |
| 19.                 | Hohlflöte            | 2′     | H |
| 20.                 | Terz                 | 1 3⁄5′ |   |
|                     | Mixtur III (aus 21.) | 1 ⁄3′  |   |
| 21.                 | Mixtur V             | 1 ⁄3′  | H |
| 22.                 | Basson-Hautbois      | 8′     |   |
| 23.                 | Oboe                 | 8′     | H |
|                     | Tremulant            |        |   |

| Pedalwerk C–f1 |                            |       |   |
|                | Prinzipal                  | 16′   |   |
| 24.            | Subbass                    | 16′   | H |
| 25.            | Offenbass                  | 8′    |   |
|                | Rohrflöte                  | 8′    |   |
|                | Oktave                     | 4′    |   |
|                | Rauschpfeife III (aus 26.) | 2′    |   |
| 26.            | Rauschpfeife IV            | 2 ⁄3′ |   |
| 27.            | Posaune                    | 16′   |   |
|                | Trompete                   | 8′    |   |

- Koppeln: II/I, I/P, II/P

Anmerkungen
V = Register von Christian Vater (1738)
H = Register von Haupt (1876)